# Andreas Linde
Andreas Christopher Linde  (* 24. Juli 1993 in Rydebäck) ist ein schwedischer Fußballtorwart. Er steht beim BK Häcken unter Vertrag.

## Karriere
Andreas Linde schaffte den Sprung aus der Jugend von Helsingborgs IF in die Profimannschaft, für die er zwei Spiele absolvierte. 2013 folgten zwei Leihen an IFK Värnamo und HIF Akademi. 
2015 unterschrieb er in Norwegen einen Vertrag über zwei Jahre beim Molde FK. Am 21. Juli des Jahres feierte er sein Debüt in der UEFA Europa League beim 5:0-Sieg gegen den armenischen Klub FC Pjunik Jerewan. Bei seinem Debüt in der Tippeligaen sah er im Spiel gegen Odds BK in der 72. Minute die Rote Karte. Im Dezember 2016 verlängerte er seinen Vertrag bis zum Ende der Saison 2019. Am 12. Juli 2019 wurde bekanntgegeben, dass der Vertrag von Linde erneut verlängert wurde, dieses Mal bis zum Ende der Saison 2021. Nach einer Verletzungspause kehrte er in einem Spiel gegen Stabæk Fotball am 23. September 2019 in die erste Mannschaft zurück und stand am 6. Oktober gegen Brann Bergen wieder in der Startelf. 
Am 10. Januar 2022 wechselte er zum deutschen Bundesligisten SpVgg Greuther Fürth, bei dem er einen Vertrag bis Juni 2024 unterschrieb. Im Lauf der Rückrunde verdrängte er den langjährigen Stammtorhüter Sascha Burchert sowie Marius Funk und setzte sich als Stammkraft bei den Franken durch, stieg jedoch mit der Mannschaft am Ende der Saison in die 2. Bundesliga ab.
Nach etwas mehr zwei Jahren in Fürth kehrte Linde am 31. Januar 2024 zum BK Häcken in seine schwedische Heimat zurück.

## Erfolge
Molde FK
- Norwegischer Meister: 2019
- Norwegischer Pokalsieger: 2021

Nationalmannschaft
- U21-Europameister: 2015